# Кипен, Александр Абрамович
Алекса́ндр Абра́мович Ки́пен (8 (20) февраля 1870, Мелитополь, Мелитопольский уезд, Таврическая губерния, Российская империя — 30 октября 1938, Одесса, УССР, СССР) — русский и советский писатель, переводчик, агроном и учёный в области виноградарства и виноделия, художник и коллекционер живописи.

## Биография
Родился 8 (20) февраля 1870 в Мелитополе, Таврическая губерния, Российская империя (ныне в Запорожской области Украины). В 1894 году окончил Национальную школу агрикультуры в Монпелье (Франция). В 1910-х годах преподавал виноградарство на Санкт-Петербургских высших сельскохозяйственных курсах, был лектором сельско-хозяйственной школы Министерства земледелия, а с 1919 года — заведующий основанной им кафедрой виноградарства Одесского сельскохозяйственного института (с 1924 года профессор). Был специалистом по виноградарству Одесского губземотдела, с 1932 года — член Укрвинделправления. В 1920-1930-е годы возглавлял опытную винодельческую станцию на своей даче в Овидиопольском районе.
Был членом-учредителем и первым председателем правления одесского Художественного общества имени К. К. Костанди на протяжении всего его существования (1922—1929), участник всех его выставок и одна из главных фигур этого общества. Коллекционировал картины современных художников (всю свою коллекцию завещал художественным музеям Одессы, в частности Художественному музею и Музею русского и украинского искусства). Собранную им обширную библиотеку научной литературы по виноградарству завещал Сельскохозяйственному институту. Жил в Одессе на улице Щепкина, 9.
В последние годы жизни болел туберкулёзом. Умер 30 октября 1938 года, похоронен на участке № 17 Второго Христианского кладбища Одессы.

## Творчество
Автор более 200 научных работ по виноградарству, выходивших с собственными иллюстрациями, в том числе «Краткое практическое руководство к разведению винограда в степной местности Екатеринославской, Херсонской и Подольской губерний» (СПб., 1912; перевод на идиш, 1913).
Дебютировал в публицистике в 1903 году, опубликовав рассказ «Метеорологическая станция» в журнале «Русское богатство».
Публиковался в основном в сборниках и журналах «марксистского» и «народнического» направления («Знание», «Земля», «Образование», «Современный мир», «Вестник Европы»), а также в русско-еврейских периодических изданиях («Еврейский мир» и другие). Занимался разработкой теории и практики прививки винограда, агротехники возделывания винограда в средней Бессарабии и на юге Украины, интродукцией лучших сортов, пропагандой привитого виноградарства, борьба с фальсификацией вин.
Описывал жизнь рабочих провинции. Тема ряда рассказов — предреволюционные события (поджоги имений — «Господская жизнь», браконьерство — «Мга», недовольство солдат — «Запасный лафет» и т. д.) и революция 1905 года. Лучшими произведениями Кипена по мнению исследователя В. Н. Чувакова являются рассказ «Бирючий остров» (1905) о борьбе рыболовецкой артели с заводчиком и очерки «В Октябре (1905)» (сборник «Знание», № 11, 1906) — воспоминания очевидца о баррикадных боях и еврейском погроме в Одессе; также, по его мнению, «в его пейзажных зарисовках ощутимо влияние И. С. Тургенева».

## Семья
- Брат — Григорий Абрамович Кипен (1881—1937, расстрелян), экономист, заместитель председателя Московского совета рабочих и солдатских депутатов и соредактор газеты «Известия» (Моссовета), был кандидатом в Учредительное собрание от меньшевиков. С конца 1917 по 1920 год — секретарь московской организации меньшевиков, в 1920-х годах преподавал в вузах Москвы, затем репрессирован, в 1930—1933 годах содержался в политизоляторе в Верхнеуральске, после чего был сослан в Томск. Жена — Анастасия Николаевна.
- Сёстры — Евгения Абрамовна Кипен, жила в Одессе; Ольга Абрамовна (в замужестве Сахарова, 1876—?), жила в Мариуполе[10].

## Библиография

Наши писатели на отдыхе (Одесса, 1918)

## Научные публикации
- Гибридизация и метизация виноградной лозы. Одесса: Слав. тип. Н. Хрисогелос, 1897. — 20 с.
- Обрезка винограда. Одесса: Редакция журнала «Вестник виноделия», 1899. — 59 с.
- Прививка и обрезка винограда. — 2-е изд., пересмотр. и доп. Одесса: Редакция журнала «Вестник виноделия», 1906. — 105 с.
- Основы рационального виноградарства в средней Бессарабии. СПб: К. Л. Риккер, 1908. -— 208 с.
- Прививка винограда. Одесса: Редакция журнала «Вестник виноделия», Типография Е. И. Фесенко, 1909. — 46 с.
- Обрезка винограда. Одесса: Типография Е. И. Фесенко, 1910. — 48 с.
- Уход за столовым виноградом: Его сохранение и упаковка. Приготовление десертного изюма. СПб: А. Ф. Девриен, 1911. — 38 с.
- Защита виноградников от различных атмосферических влияний. СПб: П. П. Сойкин, 1912. — 42 с.
- Краткое практическое руководство к разведению винограда в степной местности Екатеринославской, Херсонской и Подольской губерний. СПб: А. Ф. Девриен, 1912. — 104 с.
- Виноградные гибриды (подвои и прямые производители). СПб: А. Ф. Девриен, 1914. — 54 с.
- Американские виноградные лозы. Одесса: Р.В.Ц., 1922.
- Практическое руководство к разведению винограда в степной местности: с 81 рисунком в тексте. Одесса: Одесский сельско-хозяйственный институт, 1927. — 128 с.

## Переводы
- Пьер Лоти. Матрос: Роман / Пер. с фр. Александра Кипена. М.: «Польза» В. Антик и Ко, 1910. — 171 с.; там же, 1913. — 171 с.; 3-е изд. — М: Универсальная библиотека, 1915. — 171 с.; 4-е изд. — М.—Пг.: Госиздат, 1923. — 171 с.